# 夸烏特莫克
夸乌特莫克（納瓦特爾語： /kʷaːʍˈtemoːk/ⓘ；西班牙語：；約1495年—1525年2月28日，另有中文譯名夸赫特莫克、瓜特穆斯（原词为西班牙语形式Guatemuz）等等，是中美洲阿茲特克帝國末代統治者（1520年至1521年在位），為了保衛特諾奇蒂特蘭而出色地抵抗西班牙征服者埃尔南·科尔特斯，最後不敵而投降，其後亦被埃尔南·科尔特斯絞死。

## 繼位

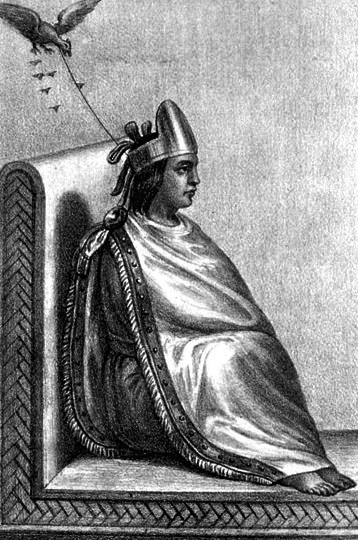
庫瓦赫特莫克

夸乌特莫克原是蒙特祖馬二世的堂兄弟（或近親），並娶了蒙特祖馬二世的女兒。他之所以被擁立為統治者，完全是由於阿茲特克岌岌可危。公元1520年，西班牙殖民者埃尔南·科尔特斯進入特諾奇蒂特蘭，控制了當時的統治者蒙特蘇馬二世，阿茲特克人發起騷亂，在「悲痛之夜」大敗西班牙人。擁立奎特拉瓦克，將西班牙人驅逐出城。不久，奎特拉瓦克因患天花亡故，阿茲特克人便推選夸乌特莫克為新統治者。
據西班牙人的描述，夸乌特莫克「在印第安人中算是十分英俊的了，而且勇敢無比，使人害怕得不得了，他的百姓在他面前全怕得發抖」。
夸乌特莫克繼位時，埃尔南·科尔特斯雖已被擊退，但他郤計劃捲土重來，聯合反阿茲特克的印第安部族特拉斯卡拉人，向特諾奇蒂特蘭發動攻擊。擺在夸乌特莫克眼前的問題，就是如何擊退西班牙殖民者的來襲。

## 特諾奇蒂特蘭防衛戰中的戰術
1521年年中，埃尔南·科尔特斯率軍竭力進攻特諾奇蒂特蘭。虽然西班牙人帶來的火槍、馬匹，戰鬥力遠比阿茲特克人的投槍、弓箭、刀等傳統武器犀利。但夸乌特莫克等人仍然堅守了將近三個月，並讓西班牙軍吃了不少虧。

### 善用地理優勢
特諾奇蒂特蘭位于特斯科科湖的湖中心，攻守的任何一方只要控制湖面，便能控制戰局。夸乌特莫克在這場防衛戰中，著重控制該湖，利用它作為天險。为了对抗埃尔南·科尔特斯所使用的双桅帆船，阿兹特克人在湖中打下了大量的木桩，使西班牙人的帆船搁浅，然后再用独木船攻击船上的人。西班牙士兵卡斯蒂略說過木樁所發揮的作用：「（帆船）在他們打的木樁上擱了淺，他們（阿茲特克人）利用獨木船和屋頂，朝這幾條船猛射一通投槍和箭，擊斃船上兩名划槳的兵士，還打傷許多人。」

### 特製長矛克敵騎兵
西班牙騎兵移動速度快，殺傷力強。為此，阿茲特克人製造了一種專門對付馬匹的長矛。在一次戰鬥中，阿茲特克軍偽裝敗退，把部份西班牙軍引入城區，以便用長矛擊斃騎兵的坐騎。

### 製造恐慌心理
在戰爭中，凡是俘得敵兵，阿茲特克人便高調地將之殘殺祭神。他們在全特諾奇蒂特蘭城最宏偉的維奇洛沃斯神廟裡，把俘虜拖到高處，敲鼓及響起各種樂器，然後將俘虜剖胸、取心、刴去四肢、剝皮及吃掉。據士兵卡斯蒂略說，在遠處也可清楚看見這些活人祭。這些舉動，對敵軍構成了巨大的恐懼感。

## 失守原因
夸乌特莫克率領阿茲特克人英勇抗戰，只能暫時頂住了西班牙人的攻勢，終究未能徹底地將之擊退，而出現拉鋸的戰局。到最後，庫瓦赫特莫克還是不敵失守。特諾奇蒂特蘭失守的原因有多種。

### 缺乏外援
本來在特斯科科湖的外圍，有許多受阿茲特克統轄的村落。但這些村落向來受到壓迫，故此埃尔南·科尔特斯圍攻特諾奇蒂特蘭前便先將之降服，成為他自己的盟軍。儘管後來埃尔南·科尔特斯在圍城戰中失利，但由於這些村落「對墨西哥人心懷敵意，所以僅在一旁觀望」。 在孤軍作戰的情況下，夸乌特莫克難以收拾殘局。

### 特諾奇蒂特蘭內食水及糧食的不足
特諾奇蒂特蘭城內武士及居民眾多，被西班牙軍圍攻數十天，（卡斯蒂略說一共圍攻93天，另有說法圍攻了75天。）糧食供應極為緊張。原本，阿茲特克人可靠著獨木船把糧食運進城內，但特斯科科湖區被西班牙軍控制後，斷絕了糧食供應。而城內的泉水又帶有鹹味。 在斷水斷糧的情形下，城內士氣受到動搖，夸乌特莫克開始眾叛親離。

### 西班牙殖民者軍事技術的優越
西班牙軍的人數，比起盟友特拉斯卡拉軍及敵方阿茲特克軍的人數少得多（卡斯蒂略說這次圍城戰前，西班牙兵士有420名，特拉斯卡拉軍大約有2000名，阿茲特克方面則不詳，然而根據其他資料，西班牙人總數約在2000人左右，特拉斯卡拉軍可能在10萬到22萬間，而阿茲特克方面約在10萬人上下，阿茲特克人在數量上已居下風）。但西班牙兵士配備了火槍、弩弓等武器，同時具有鋼鐵鑄造的劍，然而阿茲特克人的武器則是由木頭與火山岩所製造，儘管非常鋒利，但容易損壞。而西班牙人的鎧甲，內裡填滿棉，能卸去箭、矛投射過來時的衝力，減低受傷機會。因此，至這場戰事結束為止（不包括之前墨西哥城動亂時的「悲痛之夜」），只有62名西班牙兵士被活捉去祭神，另有若干兵士傷重而死，但數目有限。

### 西班牙軍奪取特斯科科湖上航行優勢
阿茲特克人在特斯科科湖裡加裝的木樁，雖然一度令西班牙軍的雙桅帆船因容易擱淺而喪失威力，但後來，西班牙軍發現，只要張滿船帆，快速划槳，把船隻開得夠快，便能撞開木樁。憑著這種技巧，西班牙軍終於控制了整個湖區。相反，阿茲特克人一見此情形，便大感洩氣。 這是西班牙軍打破僵局的一個關鍵。

## 戰敗被俘

### 淪為俘虜
1521年的7、8月間，阿茲特克人已被打得節節敗退，西班牙軍甚至已攻入特諾奇蒂特蘭城區，令夸乌特莫克曾一度猶疑繼續抗戰或講和，最後經祭司們勸說，夸乌特莫克決定頑抗，但卻大勢已去。1521年8月13日，夸乌特莫克攜家人乘獨木舟逃走，被埃尔南·科尔特斯部下俘獲，只好投降。他的特諾奇蒂特蘭防衛戰以失敗告終。

### 西班牙人對夸乌特莫克的處置
夸乌特莫克被俘後，將刀交給埃尔南·科尔特斯，要求對方殺死他。科尔特斯說：「西班牙人懂得尊重勇敢，即使是敵人的勇敢。」並要求夸乌特莫克繼續管理特諾奇蒂特蘭，使之儘快恢復至遭戰火摧殘前的局面。

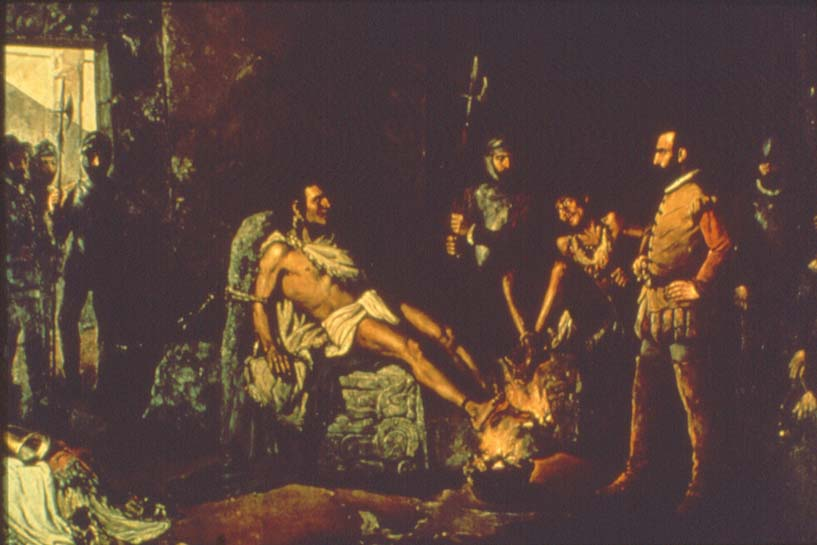
西班牙人拷問夸乌特莫克黃金的所在，用油熨他的雙足。

夸乌特莫克雖然仍被西班牙人立為統治者，但卻備受屈辱。有一次，西班牙人感到城內的黃金數量不足，於是，便去拷打夸乌特莫克和其他兩個阿茲特克人。然而雖然同伴痛得要求夸乌特莫克說出藏金地點，夸乌特莫克堅持不說出藏金地點，反问西班牙人：「你以為我在享受淋浴嗎？」後來埃尔南·科尔特斯因羞愧而制止酷刑，然後夸乌特莫克就以燙傷的腳笔直的站起來。

## 被埃尔南·科尔特斯處以絞刑

### 复国失败与被害
1525年，埃尔南·科尔特斯親自率兵到洪都拉斯地區，征討叛將克里斯托瓦爾·德·奧利德（Cristóbal de Olid），此行携同夸乌特莫克及其阿茲特克人手下。在途中，一些阿茲特克人暗中商討要把埃尔南·科尔特斯及其西班牙士兵殺光，然後簇擁夸乌特莫克返回墨西哥城，集合大軍攻擊其餘的西班牙殖民者（據卡斯蒂略所說，夸乌特莫克對此亦知情）。
但此事被兩名阿茲特克人揭發。經埃尔南·科尔特斯查問後，便下令將夸乌特莫克及他一名堂弟絞死。但根據其他記載說，埃尔南·科尔特斯所聽到的情報並非有關造反，他純粹捏造借口要滅掉阿茲特克人的領袖。貝爾納爾·迪亞斯·德卡斯蒂略記載，殺夸乌特莫克後，埃尔南·科尔特斯因內咎而出現失眠問題，被發現晚間遊蕩時自殘。

### 遺言
在夸乌特莫克臨刑時，留下了一段憤慨的遺言：
「啊，馬林切，我早就知道你一定會這樣處死我，我也已經看清了你的謊言，因為你處死我是不公正的！讓天主處治你吧，因為我在墨西哥城向你投降時，我就不該這麼做。」

## 評價
夸乌特莫克的英勇不屈，獲得後世相當高的評價。台灣學者何國世評論說，夸乌特莫克雖然最後亦遭到失敗，但他的「堅貞不屈，英勇就義的形象卻永遠活在人們心中。墨西哥人民視他為抵抗侵略，捍衛獨立的民族英雄。在墨西哥城的改革大道與起義者大道交叉處，豎立了一座巍峨的庫瓦赫特莫克青銅像紀念碑。」 西方研究者Jim Tuck亦說，夸乌特莫克已成為今時今日墨西哥最備受尊敬的人物了。

## 外部連結
- Mexico Connect--CUAUHTEMOC: WINNER IN DEFEAT (1495 - 1525)（页面存档备份，存于）（英文）